# Jennifer Garner
Jennifer Anne Garner, född 17 april 1972 i Houston i Texas, är en amerikansk skådespelare och producent. Garner växte upp i West Virginia men är bosatt i Brentwood i Los Angeles.

## Biografi

### Barndom och ungdom
Garner föddes den 17 april 1972 i Houston, Texas, men flyttade till Charleston, West Virginia, vid tre års ålder. Hennes far, William John Garner, arbetade som kemiingenjör för Union Carbide; hennes mor, Patricia Ann English, var hemmafru och senare engelsklärare på ett college. Hon har två systrar.  Garner har beskrivit sig själv som ett typiskt mellanbarn som försökte särskilja sig från sin fulländade storasyster. Medan Garner inte växte upp i ett politiskt aktivt hushåll, var hennes far "mycket konservativ" och hennes mamma "lugnt blå". Hon gick i en lokal metodistkyrka varje söndag och gick på Vacation Bible School. Som tonåringar fick hon och hennes systrar inte bära smink, måla naglarna, ta hål i öronen eller färga håret; hon har skämtat om att hennes familjs "förhållande till omvärlden var "praktiskt taget amish".
Garner gick på George Washington High School i Charleston. 1990 skrev hon in sig vid Denison University i Granville, Ohio, där hon bytte huvudämne från kemi till teater och var medlem i Pi Beta Phi-föreningen. Hon tillbringade höstterminen 1993 med att studera vid National Theatre Institute vid Eugene O'Neill Theatre Center i Waterford, Connecticut. Under collegesomrarna arbetade hon sommarlägerteater. 1994 tog hon examen med en Bachelor of Fine Arts-examen. 

## Skådespelarkarriär

### 1990-talet
Som collegestudent spelade Garner sommarlägerteater. Förutom att uppträda hjälpte Garner till att sälja biljetter och städa lokalerna. Hon arbetade på Timber Lake Playhouse i Mount Carroll, Illinois, 1992, Barn Theatre i Augusta, Michigan, 1993, och Georgia Shakespeare Festival i Atlanta, Georgia, 1994. Garner flyttade till New York City 1995. Under sitt första år i staden tjänade Garner $150 per vecka som ersättare i en Roundabout Theatre Company-produktion av A Month in the Country  och gjorde sitt första framträdande i tv som Melissa Gilberts dotter i miniserien Zoya 1996 spelade hon en amish-kvinna i tv-filmen Harvest of Fire och en butiksinnehavare i den västerländska miniserien Dead Man's Walk. Hon dök upp i den oberoende kortfilmen In Harm's Way  och gjorde engångsframträdanden i de juridiska dramerna Swift Justice och Law & Order. Garner utökade också sin inkomst genom att arbeta som värdinna på en restaurang på Upper West Side.
Efter att ha flyttat till Los Angeles 1997 fick Garner sin första ledande roll i tv-filmen Rose Hill och gjorde sitt första långfilmsframträdande i perioddramat Washington Square.. Hon dök upp i komedifilmen Mr. Magoo, det oberoende dramat 1999 och Woody Allens Harry bit för bit, även om det mesta av hennes framträdande klipptes bort från filmen. 1998 dök Garner upp i ett avsnitt av Fantasy Island som gick som en vanlig serie i Fox-dramat Significant Others, men Ken Tucker från Entertainment Weekly tyckte att det inte fanns "något centrum" för karaktären som spelades av Garner. Fox avbröt serien efter att ha sänt tre av sex filmade avsnitt. Garners viktigaste roll 1998 var i J. J. Abrams collegedrama Felicity. 1999 fick Garner en roll i ett annat Foxdrama, Time of Your Life, men det stoppades halvvägs genom den första säsongen.  Även 1999 dök hon upp i miniserien Aftershock: Earthquake in New York  och i två avsnitt av actiondramat  Kameleonten.

### 2000-talet
Garner spelade Ashton Kutchers flickväns karaktär i komedin Dude, Where's My Car? (2000). 2001 dök hon en kort stund upp mot sin dåvarande make Scott Foley i dramat Stealing Time och hade en liten roll som sjuksköterska i krigseposet Pearl Harbor.  Även 2001 fick Garner rollen som stjärnan i ABC-spionthrillern Alias . Seriens skapare, J. J. Abrams, skrev Sydney Bristows roll med Garner i åtanke. Alias sändes i fem säsonger mellan 2001 och 2006; Garners lön började på $40 000 per avsnitt och steg till $150 000 per avsnitt vid seriens slut.  Under programmets gång vann Garner ett Screen Actors Guild Award för bästa kvinnliga skådespelerska och ett Golden Globe-pris för bästa kvinnliga huvudroll (med ytterligare tre Globe-nomineringar), och fick fyra nomineringar till Emmy-priset för bästa kvinnliga huvudroll.
Medan Alias sändes fortsatte Garner att arbeta med film med vissa avbrott. Hon hade en "annan världslig" upplevelse när Steven Spielberg ringde för att erbjuda henne en roll som en högklassig callgirl i Catch Me if You Can (2002). Efter att ha sett henne i Alias trodde Spielberg att "hon skulle bli nästa superstjärna". Hon filmade sin scen mittemot Leonardo DiCaprio under en endagsfotografering. Garners första medverkande filmroll var i actionfilmen Daredevil (2003), där hon spelade Elektra till Ben Afflecks Daredevil.  
Den kroppslighet som krävdes för rollen var något Garner hade upptäckt anlag för när hon arbetade med Alias. Elvis Mitchell från The New York Times sade att Garner "inser Elektra mer genom rörelse än genom hennes klumpiga linjer." Medan Daredevil fick blandade recensioner, det var en framgång i kassakistan. Också 2003 använde Garner sin röst i ett avsnitt av The Simpsons.
Garners första ledande filmroll, i den romantiska komedin 13 snart 30 (2004), fick mycket beröm. Hon spelade en tonåring som blir instängd i en 30-årings kropp. Garner valde Gary Winick att regissera filmen   och de fortsatte att leta efter andra projekt att göra tillsammans fram till hans död 2011.  Manohla Dargis från Los Angeles Times tyckte att hon var "häpnadsväckande": "När hon är på skärmen vill man inte leta någon annanstans."  Owen Gleiberman från Entertainment Weekly berömde en "fullständigt hänförande" prestation: "Man kan peka ut ögonblick när Garner blir en stjärna." Ann Hornaday från The Washington Post anmärkte: "Garner är helt klart den som blir USA:s nästa älskling; hon har samma magiska blandning av lockelse och tillgänglighet som jobbet kräver." 13 snart 30 samlade in 96 miljoner dollar över hela världen. Garner gjorde om karaktären av Elektra i 2005 års Daredevil-spinoff Elektra; det var dels en kassasuccé och dels var det ett misslyckande beträffande kritiken. Claudia Puig från USA Today drog slutsatsen att Garner "är mycket mer tilltalande när hon spelar charmigt och bedårande, som hon gjorde så vinnande i 13 snart 30.  Garner spelade nästa huvudroll i det romantiska dramat Catch and Release. Även om den filmades 2005 mellan säsongerna av Alias, släpptes den inte förrän i början av 2007 och lyckades inte få tillbaka sin produktionsbudget. Peter Travers från Rolling Stone berömde Garners förmåga "att blanda charm och gravitation", men Peter Hartlaub från San Francisco Chronicle ansåg att även om hennes "naturliga skönhet och sympati fortfarande är tillgångar, verkar [hon] ibland utmanas av vad som borde vara en lätt roll".

### 2020-talet
2020 spelade Garner huvudrollen i komediminiserien Home Movie: The Princess Bride, en fanfilm gjord på grundval av filmen från 1987 med samma namn, på svenska Bleka dödens minut. Fanfilmen producerades i social isolering under covid-19-pandemin. Den är filmad på ett medvetet gör-det-själv-sätt, och skapades för att samla in pengar till World Central Kitchen.

## Privatliv
Garner gifte sig med Ben Affleck den 29 juni 2005 men paret skilde sig 2018. Tillsammans har de två döttrar och en son.

## Filmografi

### Filmer
| År   | Film                                                        | Roll                    | Övrigt                                                          |
| ---- | ----------------------------------------------------------- | ----------------------- | --------------------------------------------------------------- |
| 1995 | Zoya                                                        | Sasha                   | aka Danielle Steel's Zoya                                       |
| 1996 | Harvest of Fire                                             | Sarah Troyer            | TV-film                                                         |
| 1997 | In Harm's Way                                               | Kelly                   | kortfilm                                                        |
| 1997 | The Player                                                  | Celia Levison           | TV-film                                                         |
| 1997 | Rose Hill                                                   | Mary Rose Clayborne     | TV-film                                                         |
| 1997 | Deconstructing Harry                                        | Tjej i hiss             |                                                                 |
| 1997 | Washington Square                                           | Marian Almond           |                                                                 |
| 1997 | Mr. Magoo                                                   | Stacey Sampanahodrita   |                                                                 |
| 1998 | 1999                                                        | Annabell                | aka Girls & Boys                                                |
| 1999 | Aftershock: Earthquake in New York                          | Diane Agostini          |                                                                 |
| 2000 | Dude, Where's My Car?                                       | Wanda                   |                                                                 |
| 2001 | Pearl Harbor                                                | Syster Sandra           |                                                                 |
| 2001 | Rennie's Landing                                            | Kiley Bradshaw          | aka Stealing Time                                               |
| 2002 | Catch Me If You Can                                         | Cheryl Ann              | Cameo                                                           |
| 2003 | Daredevil                                                   | Elektra Natchios        | Nominerad Teen Choice Award (x3) Nominerad MTV Movie Award (x2) |
| 2004 | 13 snart 30                                                 | Jenna Rink              | Nominerad MTV Movie Award Nominerad Teen Choice Award (x5)      |
| 2005 | Elektra                                                     | Elektra Natchios        | Nominerad Teen Choice Award Nominerad MTV Movie Award           |
| 2006 | Catch and Release                                           | Gray                    |                                                                 |
| 2007 | The Kingdom                                                 | Janet Mayes             | aka Operation: Kingdom                                          |
| 2007 | Juno                                                        | Vanessa Loring          | Nominerad Online Film Critics Society Award                     |
| 2008 | Flickvänner från förr                                       | Jenny Perotti           |                                                                 |
| 2009 | The Invention of Lying                                      | Anna McDoogles          |                                                                 |
| 2010 | Valentine's Day                                             | Julia Fitzpatrick       |                                                                 |
| 2011 | Arthur                                                      | Julia Fitzpatrick       |                                                                 |
| 2012 | Butter                                                      | Laura Pickler           |                                                                 |
| 2012 | The Odd Life of Timothy Green                               | Cindy Green             |                                                                 |
| 2013 | Dallas Buyers Club                                          | Dr. Eve Saks            |                                                                 |
| 2014 | Draft Day                                                   | Ali                     |                                                                 |
| 2014 | Alexander and the Terrible, Horrible, No Good, Very Bad Day | Dr. Eve Saks            |                                                                 |
| 2014 | Men, Women & Children                                       | Anna Smith              |                                                                 |
| 2015 | Danny Collins                                               | Samantha Leigh Donnelly |                                                                 |
| 2016 | Miracles from Heaven                                        | Christy Beam            |                                                                 |
| 2016 | Nine Lives                                                  |                         |                                                                 |
| 2016 | Wakefield                                                   |                         |                                                                 |
| 2018 | Love, Simon                                                 | Emily                   |                                                                 |
| 2021 | Yes Day                                                     | Allison Torres          |                                                                 |
| 2022 | The Adam Project                                            | Ellie Reed              |                                                                 |

### Television
| År          | Serie              | Roll             | Övrigt                                                    |
| ----------- | ------------------ | ---------------- | --------------------------------------------------------- |
| 1996        | Swift Justice      | Allison          | 1 avsnitt - No Holds Barred                               |
| 1996        | Dead Man's Walk    | Clara Forsythe   | aka Larry McMurtry's Dead Man's Walk                      |
| 1996        | I lagens namn      | Jaime            | 1 avsnitt - Aftershock                                    |
| 1996        | Spin City          | Becky            | 1 avsnitt - The Competition                               |
| 1998        | Significant Others | Nell             | 6 avsnitt                                                 |
| 1998        | Fantasy Island     | Sally            | 1 avsnitt - Dreams                                        |
| 1999        | The Pretender      | Billie H. Vaughn | 1 avsnitt - Pool                                          |
| 1999 - 2001 | Singel i New York  | Romy Sullivan    | 21 avsnitt                                                |
| 1998 - 2002 | Felicity           | Hannah Bibb      | 3 avsnitt - The Power of the Ex, The Fugue & Thanksgiving |
| 2001 - 2006 | Alias              | Sydney Bristow   | 105 avsnitt                                               |
| 2003        | Simpsons           | sig själv        | 1 avsnitt - Treehouse of Horror XIV                       |

### Spel
| År   | Spel                         | Roll           | Övrigt                 |
| ---- | ---------------------------- | -------------- | ---------------------- |
| 2004 | Alias                        | Sydney Bristow | aka Alias: Underground |
| 2004 | The Animated Alias: Tribunal | Sydney Bristow |                        |